# 송준희
송준희(2008년 11월 30일~)는 대한민국의 배우이자 모델이다. 2013년에 《아성다이소 여름맞이》라는 CF 광고 작품으로써 키즈 모델로 처음 데뷔를 했다.
2013년 5월에 《아성다이소 여름맞이》라는 CF 광고 작품을 통하여 키즈 모델로 첫 데뷔를 하였으며, 이듬해 2014년 1월에 KBS 시골 풍경 드라마 《산 너머 남촌에는 시즌 2》의 단역(한창섭 역)을 통하여 TV 드라마에 첫 출연하였다.

## 출연 작품

### 연기 활동

#### 영화
- 2014년 《계단》[2] ... 곽익돈 역(단역)
- 2014년 《편지》[3] ... 설소헌 역(조연)
- 2022년 《힘찬이는 자라서》[4] ... 강힘찬 역(주연)
- 2022년 《비상선언》 ... 정수웅 역(단역)

#### 드라마
- 2014년 KBS 1TV 《산 너머 남촌에는 시즌 2》 - 설날 손님 내외 아들 한창섭 역
- 2014년 KBS 2TV 《부부클리닉 사랑과 전쟁 시즌 2 - 선택 못하는 남자》 - 장승기 역
- 2014년 투니버스 《벼락맞은 문방구 2》 - 복성대군 이준 역
- 2014년 TvN 《미생》 - 오준우 역
- 2015년 MBC 《화정》 - 어린 봉림대군 이호 역(이태리 아역)
- 2015년 KBS 2TV 《오렌지 마말레이드》 - 어린 한시후 역(이종현, 강한별 아역)
- 2015년 MBC 《맨도롱 또똣》 - 고낙준(레스토랑 아이) 역
- 2015년 KBS 2TV 《부탁해요, 엄마》 - 은동우 역(아역)
- 2015년 SBS 《육룡이 나르샤》 - 어린 강찬성 역(서준영 아역)
- 2016년 MBC 《한 번 더 해피엔딩》 - 김태용 역
- 2016년 SBS 《딴따라》 - 어린 조하늘 역(강민혁 아역)
- 2017년 SBS 《사임당, 빛의 일기》 - 어린 이우 역(이시훈 아역)
- 2017년 TvN 《시카고 타자기》 - 어린 원대한 역(강홍석 아역)
- 2017년 MBC 《황금주머니》 - 어린 윤준상 / 강신우 역(이선호 아역)
- 2017년 MBC 《돌아온 복단지》 - 한성현 역
- 2017년 OCN 《듀얼》 - 어린 이성준 / 이성훈 역(양세종 아역)
- 2017년 MBC 《별별 며느리》 - 소정섭 역(단역)
- 2017년 SBS 《달콤한 원수》 - 서균해 역(단역)
- 2018년 SBS 《리턴》 - 어린 김동배 역(김동영 아역)
- 2018년 MBC 《데릴남편 오작두》 - 홍동진 역(단역)
- 2018년 KBS 2TV 《하나뿐인 내편》 - 어린 김동철 역(이두일 아역)
- 2019년 OCN 《킬잇》 - 류원기 역(단역)
- 2022년 KBS 2TV 《태풍의 신부》 - 어린 윤산들 역(박윤재 아역)

### 이외 단발적 연기 활동

#### 어린이 프로그램
- 2014년~2015년 EBS 《딩동댕 유치원》 - 목요일 비고정 출연자[5]

#### CF 광고
- 2013년 《아성다이소 2013 여름맞이》
- 2014년 《아성다이소 2014 여름맞이》
- 2018년 《대교 눈높이 러닝센터 아이에게 공부 초능력을 키워주세요 - 집중력 편》
- 2018년 《대교 눈높이 러닝센터 아이에게 공부 초능력을 키워주세요 - 도약력 편》